# Ibn Warraq
Ibn Warraq é o pseudônimo de um autor anónimo crítico do Islã. Ele é o fundador do Institute for the Secularisation of Islamic Society (ISIS) e foi um pesquisador sênior no Center for Inquiry com foco na crítica do Alcorão. Warraq é o vice-presidente do World Encounter Institute.

## Biografia
Ibn Warraq nasceu em 1946, filho de muçulmanos, em Rajkot, Índia. Um ano mais tarde, mudou-se para o Paquistão, tendo crescido em Karachi, a capital. Com a idade de 10 anos, foi estudar para o Reino Unido.
Estudou árabe e persa na Universidade de Edimburgo com os professores Montgomery Watt e L.P. Ewell-Sutton, respectivamente. Depois de uma licenciatura em Filosofia pela Universidade de Londres, Warraq ensinou durante cinco anos em escolas primárias em Londres, e depois na Universidade de Toulouse em S.W.France.
Warraq escreveu historiografias sobre os primeiros séculos do período  islâmico, e  escreveu e publicou obras que questionam as concepções tradicionais sobre esse período. O pseudônimo Ibn Warraq (que quer dizer "filho de um fabricante de papel") é usado devido a suas preocupações para a sua segurança pessoal. Warraq adotou o pseudônimo  quando  completou seu primeiro livro, "Why I am not a Muslim"  (Porque não sou muçulmano) escrito em 1993 mas só publicado em 1995. Este livro, segundo o autor,  foi um aviso ao Ocidente sobre os perigos de ceder às exigências irracionais dos muçulmanos que vivem no Ocidente.
Ibn Warraq editou outros vários livros de crítica corânica (o autor não foi ainda traduzido para português) , e sobre as origens do Islã:
- The Origins of the Koran (As Origens do Alcorão -1998),
- The Quest for the Historical Muhammad (A Procura do Muhammad Histórico - 2000),
- What the Koran Really Says (O que o Alcorão Realmente Diz - 2002),
- Leaving Islam: Apostates Speak Out (Deixando o Islão: Os  Apóstatas Falam -2003.)
- Defending the West: A Critique of Edward Said's Orientalism (Defendendo o Ocidente: Uma Crítica do Orientalismo de Edward Said - 2007)
- Which Koran?: Variants, Manuscripts, and the Influence of Pre-Islamic Poetry (Qual Alcorão? Variantes, Manuscritos e a Influência da Poesia Pré-Islâmica - 2008)
- Why the West Is Best: A Muslim Apostate's Defense of Liberal Democracy (2011)
- Sir Walter Scott's Crusades & Other Fantasies (2013).
- The Islam in Islamic Terrorism ː The Importance of Beliefs, Ideas and Ideology (2017)

Ibn Warraq concluiu em 2007, o estudo crítico do pensamento de Edward Said, "Defendendo o Ocidente. Uma Crítica do Orientalismo de Edward Said", (2007), que Paul Berman, autor de Terror e Liberalismo, descreveu como "uma gloriosa obra de erudição, e vai contribuir poderosamente para modernizar a maneira como pensamos sobre a civilização ocidental e o resto do mundo. "
Qual Alcorão? (2011), foi seguido por uma defesa robusta da civilização ocidental, "Why the West is Best"(Porque o Ocidente è Melhor) , publicado em dezembro de 2011. Em "Cruzadas de Sir Walter Scott e Outras Fantasias" (2013), Ibn Warraq defendeu a legitimidade das Cruzadas como uma defesa dos cristãos perseguidos durante séculos pelos muçulmanos e sua ideologia da Jihad.
Depois de se formar, Warraq foi um professor de escola primária em Londres por cinco anos e se mudou para a França com sua esposa em 1982, abrindo um restaurante indiano. Ele trabalhou como um mensageiro para um agente de viagens até ocorrer o  caso Rushdie . Foi durante este tempo que ele percebeu que havia frequentes ataques críticos sobre o cristianismo e o judaísmo, mas nunca sobre os ensinamentos islâmicos, que, de acordo com Warraq, tentam controlar todos os aspectos da vida do indivíduo,  "sem possibilidades de pensamento independente". Ele esperava que vários intelectuais no Ocidente defendessem valores como a liberdade de expressão e Rushdie, mas "em vez de defender Rushdie e seu direito à liberdade de expressão, eles o condenaram;  foram culpar a vítima." Por causa disto, Warraq começou a escrever para a "Free Inquiry Magazine", publicação americana secular humanista, sobre temas tais como "Por que eu não sou muçulmano."
"A soberania no Islã," disse Warraq em uma entrevista de 2006, "reside em Deus, enquanto que, nos direitos humanos, na democracia, por exemplo, a soberania reside nas pessoas. E, os direitos humanos, a Declaração Universal dos Direitos Humanos, em várias ocasiões, colide com vários aspectos da lei islâmica, especialmente no tratamento das mulheres e de não-muçulmanos. " Além disso, Warraq expressou preocupações sobre liberdade de religião: "no Islã, não tem o direito de deixar sua religião. Você nasceu um muçulmano, e é isso. A apostasia, quer dizer, deixar sua religião no Islã, é punível com a morte."
Antes de 2007, Ibn Warraq recusava-se a mostrar seu rosto em público, devido a receios pela  sua segurança pessoal e também devido ao seu desejo de viajar para ver sua família no Paquistão, sem lhe ser negado o acesso aos países muçulmanos. Seu rosto estava tapado no site da ISIS, mas em 2007 na cidade americana de são Petersburgo mostrou a cara num encontro de ex-muçulmanos - o Secular Islam Summit. O grupo divulgou a declaração de São Petersburgo, que exorta os governos mundiais a rejeitarem, entre outras coisas, a lei da Xaria, as fatwas, o domínio clerical e a religião sancionada pelo Estado em todas as suas formas; e opor-se a todas as penalidades por blasfêmia e apostasia, que violam o  artigo 18 da Declaração Universal dos Direitos Humanos .

## Críticas
Em 2007, Douglas Murray descreveu Ibn Warraq como "um grande erudito islâmico ... um dos grandes heróis do nosso tempo. Pessoalmente em perigo, mas sem cessar de escrever, Ibn Warraq lidera uma tendência. Como um número crescente de pessoas, ele se recusa a aceitar a ideia de que todas as culturas são iguais. Se Ibn Warraq vivesse no Paquistão ou na Arábia Saudita, ele não seria capaz de escrever, ou se o fizesse, ele não seria permitido viver. Seus livros são uma crítica das fontes do Alcorão: nos estados islâmicos isso é apostasia, são pessoas como ele, que compreendem por que os valores ocidentais não são apenas outra maneira de viver, mas a única maneira de viver - o único sistema na história da humanidade em que o indivíduo é genuínamente livre (nas palavras imortais de Thomas Jefferson) para "perseguir a felicidade".
Daniel Pipes também descreveu Why I am not is Muslim (1995) como "bem pesquisado e brilhante.". David Pryce-Jones disse que era "um exame escrupulosamente documentado da vida e do ensino do Profeta Maomé, do Alcorão e suas fontes, e da cultura resultante". Christopher Hitchens descreveu Porque não sou muçulmano como "meu livro favorito sobre o Islã".
Ao rever a compilação de Ibn Warraq The Origins of the Koran, o professor de estudos religiosos Herbert Berg, o classificou como "polêmico e inconsistente" em sua escrita. Berg elogiou a inclusão do ensaio por Theodor Nöldeke, mas criticou a inclusão de William St. Clair Tisdall como "não um ensaio particularmente acadêmico". Ele concluiu que "parece que Ibn Warraq incluiu alguns dos ensaios não com base no seu valor acadêmico ou seu status como "clássicos", mas sim com base na sua hostilidade ao Islã. Isso não diminui necessariamente a valor da coleção, mas o leitor deve estar ciente de que esta coleção não representa completamente os estudos clássicos sobre o Alcorão ".
Ao analisar o ensaio de Ibn Warraq em The Quest for the Historical Muhammad, Fred Donner, professor em estudos do Próximo Oriente, observa a falta de formação especializada em estudos em árabe, citando "tratamento inconsistente de materiais em língua árabe", "favoritismo pesado" para as teorias revisionistas e "a agenda do compilador [isto é, Ibn Warraq], que não é o estudo acadêmico, mas polêmica anti-islâmica". O antropólogo e historiador Daniel Martin Varisco criticou o livro de Ibn Warraq Defending the West: A Critique of Edward Said's Orientalism, descrevendo-o como "uma farsa polêmica que não vale as mais de 500 páginas de papel que desperdiça".